# Éliminatoires de la Coupe du monde de football 2014, zone Europe, groupe F
Cet article donne les résultats des matches du groupe F de la zone Europe du tour préliminaire de la coupe du monde de football 2014.

## Classement
| Rang | Équipe          | Pts | J  | G | N | P | Bp | Bc | Diff |  | Résultats (▼ dom., ► ext.) |     |     |     |     |     |     |
| ---- | --------------- | --- | -- | - | - | - | -- | -- | ---- |  | -------------------------- | --- | --- | --- | --- | --- | --- |
| 1    | Russie          | 22  | 10 | 7 | 1 | 2 | 20 | 5  | +15  |  | Russie                     |     | 1-0 | 3-1 | 1-0 | 2-0 | 4-1 |
| 2    | Portugal        | 21  | 10 | 6 | 3 | 1 | 20 | 9  | +11  |  | Portugal                   | 1-0 |     | 1-1 | 3-0 | 1-1 | 3-0 |
| 3    | Israël          | 14  | 10 | 3 | 5 | 2 | 19 | 14 | +5   |  | Israël                     | 0-4 | 3-3 |     | 1-1 | 1-1 | 3-0 |
| 4    | Azerbaïdjan     | 9   | 10 | 1 | 6 | 3 | 7  | 11 | -4   |  | Azerbaïdjan                | 1-1 | 0-2 | 1-1 |     | 2-0 | 1-1 |
| 5    | Irlande du Nord | 7   | 10 | 1 | 4 | 5 | 9  | 17 | -8   |  | Irlande du Nord            | 1-0 | 2-4 | 0-2 | 1-1 |     | 1-1 |
| 6    | Luxembourg      | 6   | 10 | 1 | 3 | 6 | 7  | 26 | -19  |  | Luxembourg                 | 0-4 | 1-2 | 0-6 | 0-0 | 3-2 |     |

- Le Luxembourg est éliminé à la suite de sa défaite (4-1) en Russie, le 6 septembre 2013.
- L'Azerbaïdjan est éliminé depuis le 7 septembre 2013, à la suite de son match nul (1-1) face à Israël conjugué à la victoire (4-1) des Russes sur le Luxembourg.
- L'Irlande du Nord est éliminée à la suite de sa défaite (3-2) au Luxembourg, le 10 septembre 2013.

## Résultats et calendrier
Le calendrier du groupe F a été décidé lors d'une réunion entre les délégations des six équipes le 25 novembre 2011 à Luxembourg.
| 1re journée                  | Russie                               | 2 – 0   | Irlande du Nord | Stade Lokomotiv, Moscou                              |                                                      |
| 7 septembre 2012 19:00 UTC+4 | Faïzouline 30e · Chirokov 78e (pen.) | (1 - 0) |                 | Spectateurs : 14 300 Arbitrage : Antonio Mateu Lahoz | Spectateurs : 14 300 Arbitrage : Antonio Mateu Lahoz |
| 7 septembre 2012 19:00 UTC+4 | Rapport                              |         |                 | Spectateurs : 14 300 Arbitrage : Antonio Mateu Lahoz | Spectateurs : 14 300 Arbitrage : Antonio Mateu Lahoz |

|             | Luxembourg  | 1 – 2   | Portugal                  | Stade Josy-Barthel, Luxembourg                     |                                                    |
| 20:45 UTC+2 | Da Mota 13e | (1 - 1) | 28e Ronaldo · 54e Postiga | Spectateurs : 8 125 Arbitrage : Kristo Tohver (en) | Spectateurs : 8 125 Arbitrage : Kristo Tohver (en) |
| 20:45 UTC+2 | Rapport     |         |                           | Spectateurs : 8 125 Arbitrage : Kristo Tohver (en) | Spectateurs : 8 125 Arbitrage : Kristo Tohver (en) |

|             | Azerbaïdjan | 1 – 1   | Israël     | Stade Tofiq-Béhramov, Bakou                |                                            |
| 21:00 UTC+4 | Abishov 65e | (0 - 0) | 50e Natcho | Spectateurs : 22 211 Arbitrage : Matej Jug | Spectateurs : 22 211 Arbitrage : Matej Jug |
| 21:00 UTC+4 | Rapport     |         |            | Spectateurs : 22 211 Arbitrage : Matej Jug | Spectateurs : 22 211 Arbitrage : Matej Jug |

| 2e journée                    | Irlande du Nord | 1 – 1   | Luxembourg  | Windsor Park, Belfast                                 |                                                       |
| 11 septembre 2012 19:45 UTC+1 | Shiels 14e      | (1 - 0) | 86e Da Mota | Spectateurs : 10 674 Arbitrage : Vlado Glodjović (en) | Spectateurs : 10 674 Arbitrage : Vlado Glodjović (en) |
| 11 septembre 2012 19:45 UTC+1 | Rapport         |         |             | Spectateurs : 10 674 Arbitrage : Vlado Glodjović (en) | Spectateurs : 10 674 Arbitrage : Vlado Glodjović (en) |

|             | Israël  | 0 – 4   | Russie                                          | Stade Ramat Gan, Ramat Gan                        |                                                   |
| 21:00 UTC+2 |         | (0 - 2) | 7e 64e Kerjakov · 18e Kokorine · 78e Faïzouline | Spectateurs : 28 131 Arbitrage : Mark Clattenburg | Spectateurs : 28 131 Arbitrage : Mark Clattenburg |
| 21:00 UTC+2 | Rapport |         |                                                 | Spectateurs : 28 131 Arbitrage : Mark Clattenburg | Spectateurs : 28 131 Arbitrage : Mark Clattenburg |

|             | Portugal                             | 3 – 0   | Azerbaïdjan | Estádio Axa, Braga                                |                                                   |
| 20:15 UTC+1 | Varela 63e · Postiga 85e · Alves 88e | (0 - 0) |             | Spectateurs : 29 971 Arbitrage : Szymon Marciniak | Spectateurs : 29 971 Arbitrage : Szymon Marciniak |
| 20:15 UTC+1 | Rapport                              |         |             | Spectateurs : 29 971 Arbitrage : Szymon Marciniak | Spectateurs : 29 971 Arbitrage : Szymon Marciniak |

| 3e journée                  | Russie      | 1 – 0   | Portugal | Stade Luzhniki, Moscou                         |                                                |
| 12 octobre 2012 19:00 UTC+4 | Kerjakov 6e | (1 - 0) |          | Spectateurs : 54 212 Arbitrage : Viktor Kassai | Spectateurs : 54 212 Arbitrage : Viktor Kassai |
| 12 octobre 2012 19:00 UTC+4 | Rapport     |         |          | Spectateurs : 54 212 Arbitrage : Viktor Kassai | Spectateurs : 54 212 Arbitrage : Viktor Kassai |

|             | Luxembourg | 0 – 6   | Israël                                                            | Stade Josy-Barthel, Luxembourg                        |                                                       |
| 21:00 UTC+2 |            | (0 - 3) | 4e Radi (en) · 12e Ben Basat · 27e 74e 90+1e Hemed · 61e Melikson | Spectateurs : 2 631 Arbitrage : Leontios Trattou (de) | Spectateurs : 2 631 Arbitrage : Leontios Trattou (de) |
| 21:00 UTC+2 | Rapport    |         |                                                                   | Spectateurs : 2 631 Arbitrage : Leontios Trattou (de) | Spectateurs : 2 631 Arbitrage : Leontios Trattou (de) |

| 4e journée                  | Israël                        | 3 – 0   | Luxembourg | Stade Ramat Gan, Ramat Gan                      |                                                 |
| 16 octobre 2012 18:00 UTC+2 | Hemed 13e 48e · Ben Basat 35e | (2 - 0) |            | Spectateurs : 20 400 Arbitrage : Harald Lechner | Spectateurs : 20 400 Arbitrage : Harald Lechner |
| 16 octobre 2012 18:00 UTC+2 | Rapport                       |         |            | Spectateurs : 20 400 Arbitrage : Harald Lechner | Spectateurs : 20 400 Arbitrage : Harald Lechner |

|             | Russie              | 1 – 0   | Azerbaïdjan | Stade Luzhniki, Moscou                              |                                                     |
| 19:00 UTC+4 | Chirokov 84e (pen.) | (0 - 0) |             | Spectateurs : 15 033 Arbitrage : Aleksandar Stavrev | Spectateurs : 15 033 Arbitrage : Aleksandar Stavrev |
| 19:00 UTC+4 | Rapport             |         |             | Spectateurs : 15 033 Arbitrage : Aleksandar Stavrev | Spectateurs : 15 033 Arbitrage : Aleksandar Stavrev |

|             | Portugal    | 1 – 1   | Irlande du Nord | Estádio do Dragão, Porto                                |                                                         |
| 20:45 UTC+1 | Postiga 79e | (0 - 1) | 30e McGinn      | Spectateurs : 48 711 Arbitrage : Thorsten Kinhöfer (en) | Spectateurs : 48 711 Arbitrage : Thorsten Kinhöfer (en) |
| 20:45 UTC+1 | Rapport     |         |                 | Spectateurs : 48 711 Arbitrage : Thorsten Kinhöfer (en) | Spectateurs : 48 711 Arbitrage : Thorsten Kinhöfer (en) |

| 5e journée                   | Irlande du Nord | 1 – 1   | Azerbaïdjan | Windsor Park, Belfast                            |                                                  |
| 14 novembre 2012 19:45 UTC+0 | Healy 90+6e     | (0 - 1) | 5e Aliyev   | Spectateurs : 12 372 Arbitrage : Viktor Shvetsov | Spectateurs : 12 372 Arbitrage : Viktor Shvetsov |
| 14 novembre 2012 19:45 UTC+0 | Rapport         |         |             | Spectateurs : 12 372 Arbitrage : Viktor Shvetsov | Spectateurs : 12 372 Arbitrage : Viktor Shvetsov |

| 6e journée               | Israël                                  | 3 – 3   | Portugal                              | Stade Ramat Gan, Ramat Gan                       |                                                  |
| 22 mars 2013 14:45 UTC+2 | Hemed 24e · Ben Basat 40e · Gershon 70e | (2 - 1) | 2e Alves · 74e Postiga · 90e Coentrão | Spectateurs : 38 600 Arbitrage : Stéphane Lannoy | Spectateurs : 38 600 Arbitrage : Stéphane Lannoy |
| 22 mars 2013 14:45 UTC+2 | Rapport                                 |         |                                       | Spectateurs : 38 600 Arbitrage : Stéphane Lannoy | Spectateurs : 38 600 Arbitrage : Stéphane Lannoy |

|             | Luxembourg | 0 – 0 | Azerbaïdjan | Stade Josy-Barthel, Luxembourg                  |                                                 |
| 20:15 UTC+1 |            |       |             | Spectateurs : 1 324 Arbitrage : Padraigh Sutton | Spectateurs : 1 324 Arbitrage : Padraigh Sutton |
| 20:15 UTC+1 | Rapport    |       |             | Spectateurs : 1 324 Arbitrage : Padraigh Sutton | Spectateurs : 1 324 Arbitrage : Padraigh Sutton |

| 14 août 2013 | Irlande du Nord | 1 – 0   | Russie | Windsor Park, Belfast                             |                                                   |
| 20h45 UTC+1  | Paterson 43e    | (1 - 0) |        | Spectateurs : 11 178 Arbitrage : Tom Harald Hagen | Spectateurs : 11 178 Arbitrage : Tom Harald Hagen |
| 20h45 UTC+1  | Rapport         |         |        | Spectateurs : 11 178 Arbitrage : Tom Harald Hagen | Spectateurs : 11 178 Arbitrage : Tom Harald Hagen |

| 7e journée               | Irlande du Nord | 0 – 2   | Israël                       | Windsor Park, Belfast                               |                                                     |
| 26 mars 2013 19:45 UTC+0 |                 | (0 - 0) | 77e Refaelov · 84e Ben Basat | Spectateurs : 11 200 Arbitrage : Hannes Kaasik (en) | Spectateurs : 11 200 Arbitrage : Hannes Kaasik (en) |
| 26 mars 2013 19:45 UTC+0 | Rapport         |         |                              | Spectateurs : 11 200 Arbitrage : Hannes Kaasik (en) | Spectateurs : 11 200 Arbitrage : Hannes Kaasik (en) |

|             | Azerbaïdjan | 0 – 2   | Portugal                | Stade Tofiq-Béhramov, Bakou                          |                                                      |
| 21:00 UTC+4 |             | (0 - 0) | 63e Alves · 79e Almeida | Spectateurs : 24 558 Arbitrage : Andre Marriner (en) | Spectateurs : 24 558 Arbitrage : Andre Marriner (en) |
| 21:00 UTC+4 | Rapport     |         |                         | Spectateurs : 24 558 Arbitrage : Andre Marriner (en) | Spectateurs : 24 558 Arbitrage : Andre Marriner (en) |

| 8e journée              | Azerbaïdjan | 1 – 1   | Luxembourg | Bakcell Arena, Bakou                          |                                               |
| 7 juin 2013 21:00 UTC+5 | Abishov 71e | (0 - 0) | 80e Bensi  | Spectateurs : 9 258 Arbitrage : Fabian Mihaly | Spectateurs : 9 258 Arbitrage : Fabian Mihaly |
| 7 juin 2013 21:00 UTC+5 | Rapport     |         |            | Spectateurs : 9 258 Arbitrage : Fabian Mihaly | Spectateurs : 9 258 Arbitrage : Fabian Mihaly |

|             | Portugal   | 1 – 0   | Russie | Estádio da Luz, Lisbonne                       |                                                |
| 20:45 UTC+1 | Postiga 9e | (1 - 0) |        | Spectateurs : 54 697 Arbitrage : Damir Skomina | Spectateurs : 54 697 Arbitrage : Damir Skomina |
| 20:45 UTC+1 | Rapport    |         |        | Spectateurs : 54 697 Arbitrage : Damir Skomina | Spectateurs : 54 697 Arbitrage : Damir Skomina |

| 9e journée                   | Irlande du Nord        | 2 – 4   | Portugal                        | Windsor Park, Belfast                           |                                                 |
| 6 septembre 2013 19:45 UTC+1 | McAuley 36e · Ward 52e | (1 - 1) | 20e Alves · 68e 77e 83e Ronaldo | Spectateurs : 13 629 Arbitrage : Danny Makkelie | Spectateurs : 13 629 Arbitrage : Danny Makkelie |
| 6 septembre 2013 19:45 UTC+1 | Rapport                |         |                                 | Spectateurs : 13 629 Arbitrage : Danny Makkelie | Spectateurs : 13 629 Arbitrage : Danny Makkelie |

|             | Russie                                          | 4 – 1   | Luxembourg  | Stade central, Kazan                               |                                                    |
| 19:30 UTC+4 | Kokorine 1re 35e · Kerjakov 60e · Samedov 90+3e | (2 - 0) | 90e Joachim | Spectateurs : 18 525 Arbitrage : Bobby Madden (en) | Spectateurs : 18 525 Arbitrage : Bobby Madden (en) |
| 19:30 UTC+4 | Rapport                                         |         |             | Spectateurs : 18 525 Arbitrage : Bobby Madden (en) | Spectateurs : 18 525 Arbitrage : Bobby Madden (en) |

| 7 septembre 2013 | Israël       | 1 – 1   | Azerbaïdjan     | Stade Ramat Gan, Ramat Gan                          |                                                     |
| 20:45 UTC+3      | Shechter 73e | (0 - 0) | 61e Amirguliyev | Spectateurs : 21 250 Arbitrage : Stefan Johannesson | Spectateurs : 21 250 Arbitrage : Stefan Johannesson |
| 20:45 UTC+3      | Rapport      |         |                 | Spectateurs : 21 250 Arbitrage : Stefan Johannesson | Spectateurs : 21 250 Arbitrage : Stefan Johannesson |

| 10e journée                   | Russie                                          | 3 – 1   | Israël       | Stade Petrovski, Saint-Pétersbourg            |                                               |
| 10 septembre 2013 19:00 UTC+4 | Bérézoutski 50e · Kokorine 52e · Glouchakov 74e | (0 - 0) | 90+3e Zahavi | Spectateurs : 21 107 Arbitrage : Manuel Gräfe | Spectateurs : 21 107 Arbitrage : Manuel Gräfe |
| 10 septembre 2013 19:00 UTC+4 | Rapport                                         |         |              | Spectateurs : 21 107 Arbitrage : Manuel Gräfe | Spectateurs : 21 107 Arbitrage : Manuel Gräfe |

| 10 septembre 2013 | Luxembourg                              | 3 – 2   | Irlande du Nord            | Stade Josy-Barthel, Luxembourg               |                                              |
| 20:15 UTC+2       | Joachim 45+2e · Bensi 78e · Jänisch 87e | (1 - 1) | 14e Paterson · 82e McAuley | Spectateurs : 4 114 Arbitrage : Robert Małek | Spectateurs : 4 114 Arbitrage : Robert Małek |
| 20:15 UTC+2       | Rapport                                 |         |                            | Spectateurs : 4 114 Arbitrage : Robert Małek | Spectateurs : 4 114 Arbitrage : Robert Małek |

| 11e journée                 | Portugal  | 1 – 1   | Israël        | Estádio José Alvalade, Lisbonne |                              |
| 11 octobre 2013 20:45 UTC+1 | Costa 27e | (1 - 0) | 85e Ben Basat | Arbitrage : Tom Harald Hagen    | Arbitrage : Tom Harald Hagen |

|             | Luxembourg | 0 – 4   | Russie                                                        | Stade Josy-Barthel, Luxembourg |                            |
| 20:30 UTC+2 |            | (0 - 3) | 9e Samedov · 39e Faïzouline · 45+2e Glouchakov · 73e Kerjakov | Arbitrage : Stephan Studer     | Arbitrage : Stephan Studer |

|             | Azerbaïdjan                   | 2 – 0   | Irlande du Nord | Bakcell Arena, Bakou        |                             |
| 21:00 UTC+5 | Dadashov 58e · Shukurov 90+5e | (0 - 0) |                 | Arbitrage : Andrea De Marco | Arbitrage : Andrea De Marco |

| 12e journée                 | Israël        | 1-1   | Irlande du Nord | Stade Ramat Gan, Ramat Gan                       |                                                  |
| 15 octobre 2013 20:00 UTC+3 | Ben Basat 43e | (1-0) | Davis 72e       | Spectateurs : 12 785 Arbitrage : Laurent Duhamel | Spectateurs : 12 785 Arbitrage : Laurent Duhamel |

|             | Azerbaïdjan | 1-1 | Russie       | Bakcell Arena, Bakou                           |                                                |
| 22:00 UTC+5 | Javadov 90e |     | Chirokov 16e | Spectateurs : 11 000 Arbitrage : Milorad Mažić | Spectateurs : 11 000 Arbitrage : Milorad Mažić |
| 22:00 UTC+5 | 0-1         |     |              | Spectateurs : 11 000 Arbitrage : Milorad Mažić | Spectateurs : 11 000 Arbitrage : Milorad Mažić |

|  | Portugal                            | 3-0   | Luxembourg | Estádio Coimbra, Coimbra                         |                                                  |
|  | Varela 30e · Nani 37e · Postiga 79e | (2-0) |            | Spectateurs : 18 955 Arbitrage : Bülent Yıldırım | Spectateurs : 18 955 Arbitrage : Bülent Yıldırım |

## Buteurs
Au 7 septembre 2013, 58 buts ont été inscrits en 22 rencontres, soit une moyenne de 2,63 buts/match.
6 buts :
- Tomer Hemed

5 buts :
- Hélder Postiga
- Alexandre Kerjakov

4 buts :
- Eden Ben Basat
- Cristiano Ronaldo

3 buts :
- Bruno Alves

2 buts :
| - Ruslan Abishov - Daniel Da Mota | - Viktor Faïzouline - Roman Chirokov | - Martin Paterson - Stefano Bensi |

1 but :
| - Rauf Aliyev - Dean Shiels - Niall McGinn - David Healy - Gareth McAuley - Bebras Natcho - Maharan Radi | - Maor Melikson - Rami Gershon - Lior Refaelov - Silvestre Varela - Fábio Coentrão - Hugo Almeida - Alexandre Kokorine | - Aurélien Joachim - Mathias Jänisch |